# Разговор в поезде
«Разгово́р в по́езде» («Ваго́нные спо́ры») — песня советской и российской рок-группы «Машина времени», сочинённая Андреем Макаревичем в 1983 году. Содержанием песни является диалог между двумя пассажирами поезда, выявляющий противоположность их взглядов на жизнь. В текст студийных версий песни, записанных в период «антиалкогольной кампании» 1985 года, по настоянию органов цензуры были внесены изменения, полностью исключившие упоминания об алкогольной тематике.
Общеизвестны три студийных варианта записи песни с незначительными различиями в аранжировке. Особенностью исполнения композиции является художественный свист на последних аккордах, издаваемый либо имитируемый на синтезаторе. Со второй половины 1980-х годов песня приобрела широкую известность и популярность, отдельные строфы её текста вошли в повседневную речь. Включена в концертную программу «Машины времени» до настоящего времени.

## История

### Замысел и первая версия
По воспоминаниям Андрея Макаревича, идея песни появилась во время его поездки на электричке из города Гагарина в 1983 году. Сведений о пункте назначения этой поездки в открытых источниках нет, однако музыкант упоминал о том, что её длительность составляла около трёх часов. Как вспоминал Макаревич, «было жарко», у окна сидели двое мужчин — «ехали люди с грибами, выпивали, спорили о жизни. Я <…> тихонько подслушивал». «Глядя на них», Макаревич и сочинил песню-историю о разговоре в поезде — «всю в голове». Таким образом, по утверждению автора, песня была «срисована абсолютно с натуры», в её тексте «всё абсолютная правда, пожалуй, кроме Таганрога. Таганрог добавлен для рифмы». В том же 1983-м году песня была включена в концертную программу «Машины времени». Одно из первых концертных исполнений песни произошло в сентябре во время выступления группы в Приморской краевой филармонии во Владивостоке. В концерте принимал участие также сессионный музыкант — скрипач Сергей Рыженко. Партия скрипки придавала песне звучание близкое к стилю кантри, что отличало это исполнение от подготовленных позже студийных версий.
Первая студийная запись «Разговора в поезде» была произведена в начале 1984 года во время работы над циклом песен «Чужие среди чужих». Позже в интервью газете «Московский комсомолец» А. Макаревич назвал этот цикл «первым настоящим магнитоальбомом», составленным самими музыкантами группы, а не многочисленными нелегальными издателями. Запись производилась в студии дома культуры имени И. М. Астахова в Москве и являлась несанкционированной: песни записывались в вечернее и ночное время. Звукорежиссёром выступил Владимир Ширкин, работавший в то время с Муслимом Магомаевым. Аранжировка песни «Разговор в поезде», подготовленная для этой записи, в дальнейшем фактически не изменялась. В частности, на последних аккордах песни клавишником Александром Зайцевым была записана отдельная партия на синтезаторе, имитирующая художественный свист, которую позже повторяли и в концертных выступлениях, и в студийной версии песни для альбома «Реки и мосты». Фонограмма «Разговора в поезде» с альбома «Чужие среди чужих» была издана группой только в 1993 году, спустя почти десять лет с момента записи, — в составе альбома-сборника «Лучшие песни „Машины времени“ 1979—1985», выпущенного «Sintez Records».

### Версия для фильма «Начни сначала»
Начиная с 1983 года, в течение трёх лет, музыканты «Машины времени» принимали участие в съёмках музыкального драматического фильма «Начни сначала» режиссёра Александра Стефановича. А. Макаревич исполнял в фильме главную роль — молодого барда Николая Ковалёва. Для звуковой дорожки фильма авторы отобрали несколько песен и музыкальных тем, сочинённых Макаревичем и Александром Кутиковым, в том числе и песню «Разговор в поезде». Запись саундтрека была произведена в 1985 году на студии «Мосфильм» под руководством советского композитора и звукорежиссёра Виктора Бабушкина. По утверждению А. Макаревича, от записи партии на синтезаторе, имитирующей свист, в этом варианте аранжировки «Разговора в поезде» отказались — вместо этого записали «живой» свист одного из штатных звукорежиссёров «Мосфильма» Владимира Виноградова.
Работа над записью звуковой дорожки фильма производилась после принятия в мае 1985 года высшими органами власти СССР законодательных актов, направленных на преодоление пьянства и алкоголизма — так называемой «антиалкогольной кампании». В перечень мероприятий этой кампании входило также и цензурирование произведений литературы, музыки, театра и кино, что затронуло, в том числе, и находившийся в производстве кинофильм «Начни сначала». Так, по требованию редактуры в текст первого куплета «Разговора в поезде» были внесены изменения, предложенные самими редакторами фильма и полностью исключившие упоминания об алкогольной тематике. Как вспоминал позже режиссёр А. Стефанович: «Посчитали, что тему выпивки лучше убрать от греха подальше».

| Первоначальный вариант первого куплета: «Вагонные споpы — последнее дело, Когда больше нечего пить, Но поезд идёт, бутыль опустела, И тянет поговорить». | Изменённый вариант первого куплета — для фильма «Начни сначала»: «Вагонные споpы — последнее дело, И каши из них не сварить, Но поезд идёт, в окошке стемнело, И тянет поговорить». |  |

Позже Макаревич пояснил, какие доводы он счёл убедительными для того, чтобы изменить текст песни и, тем самым, оставить её фильме. Так, в частности, главный литературный редактор «Мосфильма» Нина Глаголева в беседе с музыкантом обращала его внимание на то, что главной идеей песни «Разговор в поезде» является не то, что «люди в поезде пьют», а тезис, сформулированный в её последних строках — «И каждый пошёл своею дорогой // А поезд пошёл своей», — которые «слава Богу, из песни не убирают». Кроме того, со слов Макаревича, к моменту выхода фильма «Начни сначала» в 1986 году эту песню «все уже знали и так, и знали, как там поётся на самом деле», у многих были её магнитофонные записи.

### Версия для альбома «Реки и мосты»
В конце 1986 года на репетиционной базе дома культуры «Сетунь» «Машина времени» записала вторую, окончательную редакцию программы «Реки и мосты». Пластинка стала первым «номерным» альбомом группы, изданным Всесоюзной студией грамзаписи «Мелодия» на виниле в 1987 году. В трек-лист альбома была включена, в том числе, и песня «Разговор в поезде». Текст первого куплета этой версии был записан с теми же изменениями, что и в варианте для кинофильма «Начни сначала». Таким образом, единственной студийной записью песни с неизменённым вариантом текста первого куплета остаётся версия, записанная для магнитоальбома «Чужие среди чужих».
Альбом «Реки и мосты» был выпущен почти всеми заводами «Мелодии» (за исключением Таллинского, Тбилисского и Бакинского), дополнительный тираж допечатывался в 1988 и 1989 годах. За период с 1987 года до середины 1988 года тираж пластинки «Реки и мосты» составил около одного миллиона экземпляров.
Сведений о других студийных вариантах песни «Разговор в поезде», записанных когда-либо группой, в открытых источниках нет. Видеоклипы на песню не снимались.

## Студийные версии
| Год записи | Студия                                    | Участники записи | Релиз                                            |
| ---------- | ----------------------------------------- | --- | ------------------------------------------------ |
| 1984       | Студия дома культуры имени И. М. Астахова | «Машина времени»: Андрей Макаревич (вокал, гитара, клавишные), Александр Кутиков (бас-гитара), Александр Зайцев (клавишные), Валерий Ефремов (ударные) Звукорежиссёр: Владимир Ширкин                          | «Лучшие песни „Машины времени“ 1979—1985» (1993) |
| 1985       | Студия «Мосфильм»                         | «Машина времени»: Андрей Макаревич (вокал, гитара), Александр Кутиков (бас-гитара), Александр Зайцев (клавишные), Валерий Ефремов (ударные) Свист: Владимир Виноградов Звукорежиссёр: Виктор Бабушкин          | Не издана, саундтрек к фильму «Начни сначала»    |
| 1986       | Репетиционная база дома культуры «Сетунь» | «Машина времени»: Андрей Макаревич (вокал, гитара, клавишные), Александр Кутиков (бас-гитара), Александр Зайцев (клавишные), Валерий Ефремов (ударные, драм-машина) Звукорежиссёры: Александр Кутиков, А. Ветр | «Реки и мосты» (1987)                            |

## Художественные особенности
Тональность песни — ре минор. Основная гармоническая последовательность состоит из следующих аккордов: Dm — F — Gm — Am — Dm — B — F — Gm — C.
Стихотворный размер текста песни — тактовик с неравностопными строфами (Т4-3). Использование данного стихотворного размера, по мнению Н. Клюевой, в случае с композицией «Разговор в поезде» мотивировано не сложностью музыкальной основы песни, но установкой на передачу устной речи, «настоящего вагонного разговора». И далее отмечается, что несмотря на то, что фразы обоих собеседников-лирических героев песни включают в себя силлабо-тонические фрагменты, но «обращение к тактовику, самому свободному из метров, создаёт ощущение настоящего разговора».
Юрий Доманский говорил о почти полном отсутствии вариативности в текстах песен «Машины времени» в различных студийных и концертных версиях. В связи с этим он проанализировал особенности трансформации смысла текста «Разговора в поезде» вследствие изменений, внесённых в него в период «антиалкогольной кампании». Ситуацию, описанную в первоначальном варианте текста первого куплета, когда двое прежде незнакомых людей выпили в поезде и начали «спорить без всякой прагматической цели, а просто потому, что когда выпьешь, то непременно „тянет поговорить“», Доманский охарактеризовал как «жизненную». В изменённом же варианте подобный спор между людьми трезвыми он назвал надуманным, неправдоподобным. Строка «Когда больше нечего пить» была заменена, по мнению исследователя, "штампом, словесным оборотом, давно уже затёртым и стёртым — «И каши из них не сварить». В результате этой замены поменялось и значение словосочетания «последнее дело». Если в первоначальном варианте текста первого куплета семантика словосочетания основывалась на «сращении» двух значений — прямого (временной порядок действий, а именно — «сначала выпить, а только потом затеять спор») и переносного (фразеологизм «Последнее дело» в разговорной речи означает «Очень плохо, никуда не годится»), то в изменённом варианте прямое значение оказалось полностью утрачено, сохранилось только значение «ставшего уже тоже штампом фразеологизма». Вторая замена в тексте песни — словосочетание «В окошке стемнело», — с точки зрения исследователя, также является клише. Использование таких штампов «никак не способно оживить текст, скорее наоборот», в итоге, заключает Доманский, «вся песня фактически перешла из разряда рок-песен в разряд песен эстрадных, то есть таких, которые строятся на хорошо узнаваемых непритязательным слушателем словесных конструкциях». Однако, не улучшив «качество песни», изменённый её вариант, вместе с тем, придал песне «многогранность» в смысловом плане.
Юлия Шигарева оценивала песню в контексте концепции альбома «Реки и мосты», выраженной А. Макаревичем следующим образом: «Это не собрание песен, а единое произведение — путешествие в Страну Рек и Мостов. Реки разделяют нас. Мосты помогают соединиться». По мысли Шигаревой, людей разделяют, среди прочего, также и жизненные позиции. «Представив слушателям два противоположных убеждения, автор даёт понять, что жизнь гораздо сложнее наших противоречивых представлений о ней: „И каждый пошёл своею дорогой // А поезд пошёл своей“. Схожий тезис высказал и Якуб Садовски в статье „Железная дорога в русской рок-поэзии
перестройки и послесоветского времени (глазами поляка)“: развязка песни, по его мнению, не подтверждает правоту ни одного из попутчиков, вместе с этим, „ни одна из олицетворяемых ими позиций не подвергается также осуждению“. Садовски классифицировал героев песни — „двух философствующих пассажиров“ — как „энтузиаста поезда и избранного пути“ и как „дорожного пессимиста“, а „предлогом для интеллектуальных и (по-народному) философских диспутов“ предложил считать „вагонную пьянку“. В целом, по его мнению, возможны как минимум два варианта интерпретации метафорического смысла текста песни: сугубо политический диалог или диалог вневременной, философский, „диалог двух позиций на дороге жизни“.
Журналист Михаил Марголис говорил о песне в контексте более широкой темы дискуссии между московской и ленинградской рок-субкультурами. Наиболее ярким представителем первой являлся Андрей Макаревич, второй — лидер группы „Аквариум“ Борис Гребенщиков. По мнению Марголиса, различие между субкультурами иллюстрировалось, в том числе, и на примере двух „краеугольных железнодорожных песен“: композиции „Железнодорожная вода“ Гребенщикова — в ленинградской субкультуре и композиции „Разговор в поезде“ Макаревича — в московской. Показательным, с его точки зрения, является тот момент, что в тексте первой песни повествование ведётся от имени самого лирического героя, а во второй — от лица некоего стороннего наблюдателя. Дмитрий Румянцев обращался к „Разговору в поезде“ для иллюстрации тезиса о двух противоположных взглядах на мир в поэтическом творчестве Гребенщикова и Макаревича, а именно — в жизни лирического героя Макаревича, по его мнению, нет любви, которая „не требует ничего взамен и всегда прощает“. Е. Гидревич был проанализирован текст „Разговора в поезде“ в сопоставлении с текстом песни „Электричка“ другого представителя ленинградской рок-школы — лидера группы „Кино“ Виктора Цоя. Несмотря на то, что электричка — пригородный вид транспорта, а в „Разговоре в поезде“ речь идёт о поезде дальнего следования, общим в обеих песнях является авторский интерес к тому, чем занимают себя пассажиры во время пути. Лирический герой Цоя в одиночестве курит в тамбуре, герой Макаревича наблюдает за полемикой двух случайных попутчиков, вступивших в диалог после распития алкоголя. Таким образом, заключает Гидревич, если у Цоя сигарета — это „повод выйти в тамбур, побыть одному“, то у Макаревича бутыль — это „повод для того, чтобы завязать знакомство“. Незнакомые в начале пути собеседники в результате могут рассказать друг другу то, что не доверяют даже самым близким людям. Основными тезисами текста песни „Разговор в поезде“ Гидревич называет следующие: „Истина — в вине“, „В споре рождается истина“, „Каждый человек прав в своей правоте“. „Несмотря на то, что спорщики остались каждый на своей стороне, истина кроется не в предмете спора, а в том, что обе точки зрения на то, что есть жизнь, верны, ведь обстоятельства у каждого человека складываются по-разному“. Н. Нежданова приводила „Разговор в поезде“ в пример песни, обосновывающей тезис об антиномичности отечественной рок-поэзии: в её тексте сведены две полярные картины мира — две крайности, но при этом утверждается единство противоречий.
Известен как минимум один авторский комментарий, касающийся интерпретации текста песни. В 1987 году в журнале „Студенческий меридиан“ А. Макаревич, отвечая на упрёки в снижении актуальности творчества группы во второй половине 1980-х годов, упомянул об одном из возможных вариантов интерпретации текста „Разговора в поезде“: „Вот, — нам говорят, — раньше у вас песни были социальней…“ Да разве наш „Разговор в поезде“ не социален и не проблемен? Просто эта песня о „правом“ и „левом“ взгляде на жизнь звучит с экрана и поэтому никого не пугает, не шокирует».

## Критика и признание
«... Эта песня так глубоко „вошла в народ“ ещё и потому, что во многом суть нашего народа — в словах этой песни. Вот так в то время сидели мужички на кухне и обсуждали те проблемы, которые волновали их в жизни. Я хочу сказать, что точно также они сейчас обсуждают те же самые проблемы. А поезд движется вперёд».
Специфика восприятия проблематики песни «Разговор в поезде» представителями официальной советской культуры показана в одной из сцен кинофильма «Начни сначала». Так, согласно сюжету, желая быть зачисленным в штат филармонии, герой Макаревича исполняет эту композицию на заседании худсовета. После чего отдельные его члены либо отказываются от выражения своего мнения о песне, либо ограничиваются малосодержательными тавтологическими высказываниями. Одна из членов худсовета выражает «глубокое непонимание» смысла песни и приводит её автору в пример популярную в то время песню «Комарово», в которой, с её точки зрения, «всё ясно»: «… Я ничего не поняла. Честно, ничего. Кто едет? Куда едет? Вот вы говорите, что это песня про поезд. Ну так берите пример со своих друзей: о чём поёт ваш товарищ Холодков [Приятель главного героя и популярный эстрадный исполнитель]? „На недельку, до второго я уеду в Комарово“ — и всё ясно: кто едет, и куда едет. И вот результат — сам едет на международный конкурс». Официальная критика обвиняла группу в нежелании (неумении) говорить об актуальных проблемах и уходе от них посредством «подмены разговора в открытую — метафорой» и опосредованного повествования: «приходится спасаться старым диалогом каких-то пассажиров в каком-то поезде».
Журналист и радиоведущий Михаил Козырев подчёркивал факт широкой известности и популярности песни: «Это универсально, это на подкорке — в этой стране произнесёшь: „Вагонные споры — последнее дело“, и любой человек тебе ответит: „Когда больше нечего пить“. Это абсолютное национальное достояние. Это <…> песня, которая всегда игралась в поездах, при поездках в студенческие стройотряды и так далее». Сам Козырев приводил пример из собственной юности, во времена которой вместе со своим школьным другом они часто играли «Разговор в поезде» на гитаре, Козыреву надлежало издавать свист в конце песни, в связи с чем он назвал её «пособием по художественному свисту». По мнению актёра Леонида Ярмольника, в песне «Разговор в поезде» «есть процесс <…>, там есть действительно стук колёс, и рассказ истории, <…> какой-то такой характер <…>, есть ощущение абсолютно родственного, ужасно понятного».
В 2004 году во время выступления в Государственном концертном зале «Россия», вместе с Андреем Макаревичем, песню исполнил Алексей Кортнев, а в 2011 году он же представил собственную версию «Разговора в поезде» на записи телепрограммы «Достояние республики». В 2014 году в одном из выпусков программы «Один в один!» песня была спародирована Алёной Свиридовой.

### Комментарии
1. ↑  На конвертах музыкальных альбомов озаглавлена «Разговор в поезде», в текстах отдельных изданий сочинений А. Макаревича — «Вагонные споры» (см. например: Макаревич А. Семь тысяч городов, М., 2001).
2. ↑  Во время сотрудничества «Машины времени» с клавишником Петром Подгородецким в 1990-е годы последний в некоторых выступлениях насвистывал мелодию сам.
3. ↑  К моменту начала работы над фильмом группа уже имела опыт сотрудничества с В. Виноградовым. Так, в 1975 году именно он выступил звукорежиссёром записи в студии Центрального телевидения Гостелерадио СССР нескольких песен из раннего репертуара «Машины времени», предназначавшихся для эфира телепередачи «Музыкальный киоск».
4. ↑  Более подробно об истории становления и развития обеих субкультур смотри, например, в монографии: Троицкий А. К. Рок в Союзе: 60-е, 70-е, 80-е…, М., 1991. С их краткой сравнительной характеристикой можно ознакомиться в статье: Кормильцев И., Сурова О. Рок-поэзия в русской культуре: Возникновение, бытование, эволюция // Русская рок-поэзия: текст и контекст: Сборник научных трудов, Тверь, 1998.